# チチバビンのピリジン合成
チチバビンのピリジン合成(Chichibabin pyridine synthesis)は、ピリジン環の合成法の一つ。ロシアの化学者であるアレクセイ・チチバビンにより1924年に報告された。